# Voltxanets
Voltxanets (en rus: Волчанец) és un poble (un possiólok) del krai de Primórie, a l'Extrem Orient de Rússia, que en el cens del 2010 tenia 4.457 habitants.